# سين موباليط (ملك)
سين موباليط هو خامس ملوك سلالة بابل الأولى ووالد الملك العظيم حمورابي وهو من سلالة عمورية، حكم من سنة 1748-1729 ق م. سين موباليط خلف والده ابيل سين و في سنة حكمه 13 قام بتوجيه جيش نحو مدينة اور وتمكن من ضمها كذلك تمكن من ضم مدينة إيسن التي احتلتها مملكة لارسا، كذلك قام بعدة أعمال عمرانية.